# The Killing Kind
The Killing Kind — восьмой студийный альбом американской трэш-метал группы Overkill, изданный 5 марта 1996 года на лейбле CMC.

## Об альбоме
В 1995 году оба гитариста Роб Каннавино и Мерритт Гант решили покинуть Overkill. Вместо них группа наняла Джо Комо, бывшего певца группы Liege Lord (также отлично игравшего на гитаре). Комо привел с собой бывшего гитариста Anvil Себастьяна Марино, с которым он работал в прошлом. Новый состав записал The Killing Kind в 1996 году. Запись была спродюсирована самостоятельно и микширована Крисом Цангаридесом (Judas Priest, Helloween). Несмотря на то, что он оставался в жанре треша, альбом был отходом от традиционного стиля треша, в стиле своего предшественника, а также многих современных элементов, таких как хардкор, в то время как вокально некоторые из них были сделаны за пределами рок- и метал-жанров. Поскольку Комо был также певцом, бэк-вокал на The Killing Kind и последующих альбомах был более сложным и частым, чем прежде, добавив еще один новый элемент в звучание группы. Реакция прессы на The Killing Kind была положительной. Overkill дважды объездили Европу в поддержку The Killing Kind, сначала в феврале 1996 года с Megora и Accuser, а затем снова в ноябре с Anvil и Stahlhammer. Это был первый альбом Overkill, который не был выпущен на Atlantic Records с 1985 года, когда был выпущен Feel the Fire.

## Список композиций
Тексты и музыка всех песен написаны Бобби Эллсвортом и Ди Ди Верни.
| №                   | Название                                | Длительность |
| ------------------- | --------------------------------------- | ------------ |
| 1.                  | «Battle»                                | 4:31         |
| 2.                  | «God-Like»                              | 4:11         |
| 3.                  | «Certifiable»                           | 3:25         |
| 4.                  | «Burn You Down / To Ashes»              | 6:47         |
| 5.                  | «Let Me Shut That for You»              | 5:19         |
| 6.                  | «Bold Face Pagan Stomp»                 | 5:42         |
| 7.                  | «Feeding Frenzy» (Instrumental)         | 4:13         |
| 8.                  | «The Cleansing»                         | 5:50         |
| 9.                  | «The Mourning After / Private Bleeding» | 4:36         |
| 10.                 | «Cold, Hard Fact»                       | 5:18         |
| Общая длительность: | Общая длительность:                     | 54:22        |

#### Сэмпл
Вступление к песне «Battle» взято из кинофильма «Возвращение Бэтмэна» Batman Returns. Это диалог между Мишель Пфайффер и Кристофер Уокен

## Участники записи
- Бобби Эллсворт — вокал;
- Ди Ди Верни — бас-гитара;
- Джо Комо[англ.] — электрогитара;
- Себастьян Марино — электрогитара;
- Тим Маллар — ударные;

Приглашенные музыканты
- Анджело Натали — клавишные.

Технические данные
- Записано — в сентябре-октябре 1995 года в студии Carriage House Studio, Стамфорд (Коннектикут)
- Продюсеры — Overkill
- Сведение — Крис Цангаридес и Overkill
- Звукоинженеры — Энди Кэтц, Джон Монтаньез и Фил Магнотти
- Мастеринг — Хауи Вайнберг в Masterdisc, Нью-Йорк

## Дополнительная информация
Аудио-сэмплы для песни «Battle» были взяты из художественного фильма «Бэтмен возвращается». Диалог из песни происходит в сцене между Селиной Кайл (Мишель Пфайффер) и Максом Шреком (Кристофер Уокен).